# Université de Siegen
L'université de Siegen est une université allemande, à Siegen, en Westphalie du Sud.